# Aidan Guerra

a Compétitions nationales et continentales officielles uniquement.

b Matchs officiels uniquement.
Aidan Guerra, né le 25 février 1988 à Townsville (Australie), est un joueur de rugby à XIII australien d'origine italienne évoluant au poste de deuxième ligne, troisième ou de centre. Il fait ses débuts en National Rugby League avec les Roosters de Sydney  lors de la saison 2010. Il prend part également aux State of Origin avec le Queensland  depuis 2014 et a été appelé en sélection italienne disputant notamment la Coupe du monde 2013.

## Statistiques
| Saison | Club              | Compétition           | Matchs | Points | Essais | Goals | Drops |
| ------ | ----------------- | --------------------- | ------ | ------ | ------ | ----- | ----- |
| 2010   | Sydney Roosters   | National Rugby League | 9      | 12     | 3      | -     | -     |
| 2011   | Sydney Roosters   | National Rugby League | 14     | 24     | 6      | -     | -     |
| 2012   | Sydney Roosters   | National Rugby League | 19     | 20     | 5      | -     | -     |
| 2013   | Sydney Roosters   | National Rugby League | 22     | 24     | 6      | -     | -     |
| 2014   | Sydney Roosters   | National Rugby League | 10     | 4      | 1      | -     | -     |
| 2015   | Sydney Roosters   | National Rugby League | 22     | 20     | 5      | -     | -     |
| 2016   | Sydney Roosters   | National Rugby League | 21     | 16     | 4      | -     | -     |
| 2017   | Sydney Roosters   | National Rugby League | 24     | 20     | 5      | -     | -     |
| 2018   | Newcastle Knights | National Rugby League | 24     | 20     | 5      | -     | -     |
| 2019   | Newcastle Knights | National Rugby League | 12     | 8      | 2      | -     | -     |